# Liste d'odonymes de Verdun (Montréal)
Cette liste contient les voies de circulation situées dans l'arrondissement Verdun de la ville de Montréal, ainsi que leurs origines toponymiques pour certaines.

## Avenues
1re avenue
- Avenue en sens unique des boulevards Champlain vers LaSalle.

2e avenue
- Avenue en sens unique des boulevards LaSalle vers Champlain.

3e avenue
- Avenue en sens unique des boulevards Champlain vers LaSalle.

4e avenue
- Avenue en sens unique des boulevards LaSalle vers Champlain, d'où elle se prolonge et devient la rue Jolicoeur dans l'arrondissement Le Sud-Ouest.

5e avenue
- Avenue en sens unique des boulevards Champlain, en provenance de la rue Jolicoeur dans l'arrondissement Le Sud-Ouest, vers Champlain,

6e avenue
- Avenue discontinue et en sens unique entre le boulevard LaSalle vers l'avenue Bannantyne et avec une autre section entre l'avenue Bannantyne et le boulevard Champlain.

## A
Abélard (rue)
- Rue en deux impasses de chaque côté du boulevard de l'Île-des-Sœurs.
- Ce nom fut désigné en 1968[1].

Albert-Denault (passage)
- Passage piétonnier accessible via la rue Wellington vers le boulevard LaSalle.
- Désigné en 1996, ce nom fait référence à Albert Denault (1880-1939). Denault fut un bénévole impliqué dans la communauté et un homme d'affaires propriétaire d'une boucherie-épicerie[2].

Allard (rue)
- Rue en sens unique du boulevard LaSalle vers la rue Beurling.

Allen (avenue ou rue)
- Avenue située entre la rue Hickson et le boulevard LaSalle.
- Ce nom rappelle Joseph Allen, 6e et 10e maire de Verdun entre 1900 et 1901 et entre 1907 et 1915. Père de Charles Allen, 14e maire de Verdun de 1929 à 1933, Allen fut cofondateur des sociétés Troy Laundry Co. et de la British American Dye Works. Après une fusion des deux entreprises devenu la Troy Laundry and Dyeing Co., celle-ci devient la Troy Laundry Co. en 1947[3],[4].

André-Prévost (rue)
- Rue située en sens unique de l'intersection du chemin de la Pointe-Sud / rue Claude-Vivier et devenant le chemin de la Pointe-Sud avant la rue Serge-Garant.
- Désigné en 2006, ce nom fait référence au compositeur et professeur de musique André Prévost (1934-2001).

Argyle (rue)
- Rue en sens unique des boulevards Champlain vers LaSalle.

## B
Bannantyne (avenue)
- Avenue située entre la rue Dupuis et le boulevard LaSalle.
- Désigné en 1890 et officialisé en 1991 , ce nom désigne Dugald J. Bannantyne qui fut un vice-président de la St. Pierre Land & Mfg. Co. et dont les actionnaires possédaient de nombreux terrains entre les rue Wellington, boulevard LaSalle et l'avenue Atwater[5].

Beatty (rue)
- Rue en sens unique des boulevards Champlain vers LaSalle.
- Ce nom correspond à l'un des associés de la Gooderham and Beatty, dont l'étude légale vendit le terrain à la Osborne Park Land Co. Ltd pour le diviser en lot de construction[6].

Berlioz (rue)
- Rue de l'Île-des-Sœurs débutant à l'intersection du boulevard René-Lévesque / Place du Commerce et terminant en impasse après le boulevard de l'Île-des-Sœurs.
- Désigné en 1968, aucune information quant à l'origine du nom n'est disponible. Il est possible que celle-ci fasse référence au compositeur et chef d'orchestre français Hector Berlioz (1803-1869).

Beurling (rue)
- Rue située entre le boulevard Champlain et la rue Stephens.
- Désigné en 1942, ce nom rend hommage au pilote de guerre George Beurling. Verdunois d'origine, Beurling devint pilote de l'aviation royale (RAF) durant la Seconde Guerre mondiale et s'illustra entre mai et septembre 1942 près de l'île de Malte alors qu'il descendit vingt-neuf avions ennemis[7].

Brassard (rue)
- Rue en impasse accessible via le boulevard LaSalle.
- Désigné en 1956.

Brault (rue)
- Rue en sens unique de l'avenue Bannantyne au boulevard LaSalle.
- Désigné en 1926.

Brises-du-Fleuve (allée des)
- Allée en impasse accessible via la rue Galt.
- Désigné en 1995, ce nom rappelle l'importance des courants d'air que subit l'Île des Sœurs causés par l'eau du fleuve Saint-Laurent[8].

Brown (avenue)
- Avenue en double sens unique, en partie séparée par le parc Wilson entre le boulevard Champlain et l'avenue Bannantyne.
- Désigné en 1947.

Bruyères (cours des)
- Cours en impasse accessible via les cours du Fleuve sur l'île des Sœurs.
- Désigné en 1993, ce nom fait référence aux bruyères qui sont une espèce de sous-abrisseaux des sols acides avec de petites feuilles et fleurs en forme de grelots[9].

## C
Caisse (rue)
- Rue située entre les rues Dupuis et de Rushbrooke.
- Désigné en 1926, c'est sur cette rue que se trouve la station de métro LaSalle. La station devant initialement se nommer Curé-Caisse, ceci laisse présager que ce nom rappelle un ancien curé de Verdun[10].

Camélias (rue des)
- Rue située entre le chemin du Golf et la rue de la Grande-Allée.
- Désigné en 2002, ce nom rappelle la camellia, plante à fleur d'origine asiatique

Champlain (boulevard)
- Boulevard commençant à l'intersection des rue de l'Église et de la rue Lesage, dont elle est le prolongement, jusqu'aux limites de l'arrondissement avec LaSalle dans lequel l'artère conserve le nom, le tout en longeant le canal de l'Aqueduc.
- Désigné en 1942, ce nom commémore le fondateur de la ville de Québec et explorateur Samuel de Champlain (1567-1635)[11].

Churchill (rue)
- Rue débutant à partir de la rue Leclair jusqu'à la limite avec l'arrondissement LaSalle, dont l'artère conserve le nom.
- Désigné en 1942, ce nom fait référence au premier ministre britannique Winston Churchill (1874-1965)[12].

Claude (rue)
- Rue située entre les rues Dupuis et Galt.

Claude-Brunet (pont)
- Pont piéton au-dessus du Canal de l'Aqueduc et devant l'Hôpital Douglas de Verdun.
- Désigné le 13 décembre 2010, ce nom rend hommage à Claude Brunet (1940-1988, fondateur du Comité des malades au début des années 1970 qui œuvre à la dignité et qualité de vie des personnes avec le réseau de la santé et services sociaux du Québec[13].

Claude-Robutel (carrefour)
- Rond-point reliant le boulevard René-Lévesque, la rue Jacques-Le Ber et l'entrée vers les Autoroutes 10 ouest et 15 nord.
- Désigné en 2008, ce nom rappelle Claude Robutel, le seigneur de l'île Saint-Paul (île des Sœurs) à la fin du XVIIe siècle[14].

Claude-Vivier (rue)
- Rue en sens unique du chemin de la Pointe-Sud vers l'intersection avec le même chemin et la rue André-Prévost.
- Désigné en 2006, ce nom commémore le compositeur québécois Claude Vivier (1948-1983)[15].

Clemenceau (rue)
- Rue située entre le boulevard LaSalle et la rue Ouimet.
- Ce nom rend hommage au président du conseil français durant la Première Guerre mondiale, Georges Clemenceau (1841-1929)[16].

Club-Marin (chemin du)
- Chemin situé entre les boulevards Marguerite-Bourgeoys et de la Forêt.
- Désigné en 1989[17].

Colibris (rue des)
- Rue privée accessible via la rue des Passereaux.
- Désigné en 1997, ce nom rappelle l'espèce d'oiseaux-mouches de type colibri, dont l'espèce à gorge de rubis est endémique au sud du Québec[18].

Commerce (place du)
- Place débutant au rond-point du chemin du Golf et du boulevard de l'Île-des-Sœurs vers l'intersection du boulevard René-Lévesque et de la rue Berlioz, dont l'artère en est le prolongement.
- Désigné en 1970[19].

Cool (rue)
- Rue en sens unique des rues de l'Église vers Hickson.
- Désigné en 1928[20].

Corot (rue)
- Rue située entre le boulevard de l'Île-des-Sœurs et la rue Wilson.
- Désigné en 1968, ce nom pourrait rappeler le peintre et graveur français, Jean-Baptiste Camille Corot (1796-1875)[21].

Crawford (rue)
- Rue située entre les boulevard LaSalle et Champlain.
- Désigné en 1930, ce nom désigne le colonel John Molson Crawford qui fut 3e maire de Verdun de 1844 à 1892. Son père, John Crawford, fut un conseiller municipal durant le mandat de son fils à partir de 1882[22].

## D
Darwin (rue)
- Rue en deux impasses de chaque côté du boulevard de l'Île-des-Sœurs.
- Désigné en 1968, ce nom rappelle le naturaliste anglais Charles Darwin (1809-1882)[23].

David (rue)
- Rue située entre les rues Crawford et Leclair.

De Gaspé (rue)
- Rue en deux impasses de chaque côté du boulevard de l'Île-des-Sœurs.
- Désigné en 1968, ce nom rappelle probablement la ville gaspésienne de Gaspé[24].

De La Noue (rue)
- Rue située entre la rue de la Grande-Allée et le chemin Marie-Le Ber, d'où elle se termine en impasse.
- Désigné en 1986, ce nom fait probablement référence à Claude de La Noue, seigneur de l'île Saint-Paul et père de Zacharie Robutel de La Noue, officier militaire français et seigneur de la seigneurie de Châteauguay[25].

Desmarchais (boulevard et avenue)
- Boulevard situé entre le boulevard LaSalle et la rue Bannantyne. Avenue en sens unique du boulevard Champlain vers la rue Bannatyne.
- Désigné en 1936, ce nom fait référence à Julien Desmarchais, dont la succession céda cette artère[25].

Dunver (rue)
- Rue en impasse accessible via la rue Crawford.
- Désigné en 1947, ce nom rappelle le H.M.C.S. Dunver. Cette frégate de la Marine canadienne fut en service de 1942 à 1946. En voulant rendre hommage à la ville de Verdun, la marine fut confronter au fait qu'un navire portait déjà ce nom afin commémorer la ville française de Verdun, lieu d'importants combats durant la Première Guerre mondiale. Le problème fut contourné en inversant les syllabes pour former le nom Dunver[26].

Dupret (rue)
- Rue en sens unique accessible via la rue De La Noue.
- Désigné en 1993, ce nom rend hommage au prêtre sulpicien François-Hippolyte Dupret (1853-1932). Dupret fut très impliqué dans l'éducation au Grand et Petit séminaire de Montréal dans les domaines de la philosophie, de l'hébreu, du français, de l'apiculture, de la botanique, de l’ingénierie et de la science des mousses (bryologie) dont la collection s'élevait à 8 000 spécimens[27].

Dupuis (rue)
- Rue débutant à l'intersection du boulevard Champlain et de la rue de l'Église et se fondant dans la rue Joseph.
- Ce nom fait référence au marchand de bois de la rue de l'Église et 13e maire de Verdun de 1925 à 1929, Joseph-Philippe Dupuis[28].

## E
Edna (rue)
- Rue en sens unique du boulevard LaSalle vers la rue de l'Église.
- Ce nom rappelle Edna Hadley, dont le père Henry Haldey fut maire de Verdun de 1896 à 1899[29].

Egan (rue)
- Rue en sens unique du boulevard Champlain vers le boulevard LaSalle.
- Désigné avant 1976.

Église (rue de l')
- Rue en sens unique du boulevard Gaétan-Laberge vers la limite avec l'arrondissement Le Sud-Ouest dont l'artère conserve le nom.
- Désigné avant 1897, ce nom s'explique par la présence de l'église Notre-Dame-des-Sept-Douleurs de Montréal[30].

Elgar (rue)
- Rue en deux impasses de chaque côté du boulevard de l'Île-des-Sœurs.
- Désigné en 1968.

Éthel (rue)
- Rue en sens unique de la rue de l'Église vers le boulevard LaSalle.
- Désigné avant 1904, ce nom commémore Ethlel Armstrong. Armstrong fut l'une des héritière d'Henry Hadley, maire de Verdun de 1896 à 1899[31].

Évangéline (rue)
- Rue en sens unique de la rue de l'Église vers l'intersection des rue Dupuis et Hickson, dont elle est le prolongement.
- Désigné en 1937, ce nom commémore le poème Évangéline de l'écrivain américain Henry Wadsworth Longfellow (1807-1882) et paru en 1847[32].

Evelyn (rue)
- Rue en sens unique de la rue de l'Église vers le boulevard LaSalle.
- Ce nom évoque l'une des filles d'Henry Hadley, mais de Verdun de 1896 à 1899[33].

## F
Fauvettes (rue des)
- Rue en impasse accessible via la rue des Passereaux.
- Désigné en 1994, ce nom désigne les fauvettes, petite espèce de passereau[34].

Fayolle (rue)
- Rue située entre les boulevards Champlain et LaSalle.
- Cette artère est nommée en l'honneur du maréchal Émile Fayolle (1852-1928), figure française importante de la Première Guerre mondiale[35].

Ferland (rue)
- Rue en impasse accessible via la rue O'Reilly.
- Désigné en 1980.

Fleuve (cours du)
- Cours située entre le boulevard René-Lévesque et la rue Berlioz.
- Désigné en 1993, ce nom évoque le fait que cette artère longe le fleuve Saint-Laurent[36].

Foch (croissant)
- Croissant accessible via la rue Ouimet.

Foch (rue)
- Rue située entre le boulevard LaSalle et la rue Ouimet.
- Ce nom rend hommage au maréchal français Ferdinand Foch (1851-1929). Militaire important de la Première Guerre mondiale, il devint généralissime des troupes alliées au printemps 1918 et effectua une visite au Canada en 1921[37].

Fontaine (place de la)
- Place accessible à partir de l'intersection des rues Berlioz et O'Reilly.
- Désigné en 1972.

Forêt (boulevard de la)
- Boulevard accessible à partir de l'intersection du boulevard Marguerite-Bourgeoys et du chemin Marie-Le Ber.
- Désigné en 1992, cette voie indique la présence d'un petit boisé situé près du parc Adrien-D.-Archambault, à l'ouest du lac des Battures[38].

Fougères (cours des)
- Cours privée en impasse accessible via les cours du Fleuve.
- Désigné en 1994, cette artère rappelle les fougères.

François (rue)
- Rue en deux impasses de chaque côté du boulevard de l'Île-des-Sœurs.
- Désigné en 1968

## G
Gabrielle-Roy (rue)
- Rue privée accessible via la rue Berlioz.
- Désigné en 1984, ce nom rend hommage à la romancière franco-manitobaine Gabrielle Roy (1909-1983)[39].

Gaétan-Laberge (boulevard)
- Boulevard débutant de la rue de l'Église vers l'Autoroute 10.
- Désigné en 2005, ce nom évoque l'ingénieur et fonctionnaire Gaétan Laberge (1948-2004) qui fut directeur-général de la ville de Verdun. La voie était auparavant connue sous le nom de boulevard du Cerf-Volant[40].

Galt (rue)
- Rue en sens unique commençant au prolongement de la rue Galt de l'arrondissement Le Sud-Ouest vers le boulevard LaSalle et se prolongeant vers l'allée des Brises-du-Fleuve.
- Désignée avant 1879, ce nom rend hommage au député de Sherbrooke et l'un des pères de la Confédération, Alexander Tilloch Galt (1817-1893)[41].

Gertrude (rue)
- Rue en sens unique de la rue Caisse à la rue de l'Église.
- Désignée avant décembre 1918.

Gibbons (rue)
- Rue en impasse accessible via le boulevard LaSalle.
- Désignée en 1956.

Gilberte-Dubé (rue)
- Rue située entre le boulevard Gaétan-Laberge et la rue Jacques-Lauzon.
- Désignée en juin 2009, ce nom rend hommage à Gilberte Dubé qui épouse Henri Duhamel, dont une rue est également nommée en son honneur, en 1924. Elle devient ensuite une collaboratrice importante du Messager de Verdun. Elle a été comptable, correctrice et traductrice de ce journal acheté par son époux en 1918[42].

Godin (rue)
- Rue en sens unique des boulevards LaSalle à Champlain.

Golf (chemin du)
- Chemin entre le boulevard Marguerite-Bourgeoys et le rond-point de la sortie de l'Autoroute A-15 / boulevard de l'Île-des-Sœurs et de la place du Commerce.
- Désigné en 1970, ce nom indique probablement le terrain de golf situé au sud de l'île-des-Sœurs.

Gordon (rue)
- Rue en sens unique des boulevards LaSalle à Champlain
- Désignée en décembre 1898

Grand-Duc (rue du)
- Rue accessible via la rue De Gaspé
- Désignée en 1989, ce nom doit probablement désigner le type de hibou américain qu'est le grand-duc.

Grande Allée (rue de la)
- Rue située entre le boulevard de l'île-des-Sœurs et l'intersection des rues des Camélias et de la Savoyane.

## H
Hall (rue)
- Rue en deux impasses de chaque côté du boulevard de l'Île-des-Sœurs.
- Désigné en 1973, ce nom rappelle le 1er maire de Verdun de 1875 à 1881, John S. Hall. Hall a été partenaire de Grant, Hall et compagnie, une entreprise de bois de Montréal[43].

Henri-Duhamel (rue)
- Rue située entre les rues Joseph et de la Poudrière.
- Désigné en 1984, ce nom rappelle Henri Duhamel, propriétaire du journal Le Message de Verdun' en 1924, il épouse Gilberte-Dubé dont le prolongement de la rue, au-delà de la rue de la Poudrière, prend son nom[44].

Hickson (rue)
- Rue en sens unique prolongeant la rue Évangéline jusqu'au boulevard Gaétan-Laberge.
- Désigné en décembre 1904. Ce nom fait surement référence au président du chemin de fer du Grand Tronc, Joseph Hickson.

Huards (rue des)
- Rue en croissant accessible via le boulevard de la Forêt.
- Désigné en 1993, ce nom fait référence plongeon huard, un type de canard.

## I
Île-des-Sœurs (boulevard de l')
- Boulevard débutant à la sortie de l'Autoroute 15 et se prolongeant sur le chemin de la Pointe-Sud.
- Ce nom désigne l''île-des-Sœurs. Le boulevard est un axe majeur de l'île qui la traverse complètement du nord au sud.

## J
Jacques-Lauzon (rue)
- Rue accessible via la rue Gilberte-Dubé et débouchant sur la rue de Rushbrooke.
- Désigné en 1999, ce nom rend hommage à Jacques Lauzon (19 septembre 1949-16 janvier 1997). Lauzon a été rédacteur de nouvelles sportives pour la Société Radio-Canada ainsi que très impliqué dans les activités sociales et sportives de Verdun. Il sert également comme conseiller municipal de 1985 à 1997 au Québec[45].

Jacques-Le Ber (rue)
- Rue située entre la rue de la Rontonde et le rond-point du boulevard René-Lévesque.
- Désigné le 16 juin 2008, ce nom fait référence à Jacques Le Ber (décédé en 1706). Le Ber a été un prospère homme d'affaires et colonisateur de la Nouvelle-France.

Joseph (rue)
- Rue située entre les rues de l'Église et Henri-Duhamel. Sur la rue se trouve la plus importante usine de purification des eaux de Montréal, l'usine de filtration Atwater.
- Désigné avant 1913, ce nom rappelle Sir Joseph Hickson (23 janvier 1830-4 janvier 1897). Hickson est né à Otterburn en Angleterre et sera président de la compagnie de chemin de fer du Grand Tronc[46].

## L
Lafleur (rue)
- Rue située entre le boulevard LaSalle et la rue Troy.
- Désigné en 1928

Landreville (rue)
- Rue accessible via la rue Berlioz
- Rue désigné en 1972.

Lanouette (rue)
- Rue située entre les rues de l'Église et Hickson.

LaSalle (boulevard)
- Boulevard prolongeant le boulevard du même nom dans l'arrondissement LaSalle et continuant dans l'arrondissement Le Sud-Ouest sous le nom de la rue d'Argenson.

Leclair (rue)
- Rue située entre les boulevards LaSalle et Champlain.
- Ce nom fait référence à Joseph-Alfred-Aquila Leclair (1879-1952), entrepreneur en construction et homme politique en tant que conseiller municipal (1907-1915) et maire de Verdun (1917-1925)[47].

Lesage (rue)
- Rue située entre l'intersection de la rue de l'Église et du boulevard Champlain et se prolongeant sur la rue Dupuis.
- Désigné avant 1976, ce nom rappelle Louis Lesage qui a été l'un des fondateurs et le 2e maire de Verdun de 1882 à 1883[48].

Levert (rue)
- Rue située entre le boulevard René-Lévesque et la place du Commerce.

Llyod-George (rue)
- Rue débutant à partir du boulevard LaSalle et se terminant en impasse après la rue Ouimet.
- Ce nom honore le premier ministre britannique David Lloyd George (1863-1945) en fonction durant la Première Guerre mondiale[49].

## M
Manning (rue)
- Rue en sens unique du boulevard Champlain vers le boulevard LaSalle.
- Ce nom vise à commémorer Charles Manning, 11e maire de Verdun de 1915 à 1917[50].

Marguerite-Bourgeoys (boulevard)
- Boulevard prolongeant le chemin du Golf et se terminant au boulevard de l'Île-des-Sœurs.
- Désigné en 1992, ce nom rend hommage religieuse et pionnière de la Nouvelle-France, Marguerite Bourgeoys (1620-1970)[51].

Marie-Le Ber (chemin)
- Chemin situé entre le boulevard Marguerite-Bourgeoys et se terminant en impasse après la rue de la Métairie.
- Désigné en 1986, ce nom doit probablement désigner le nom de l'épouse de l'homme d'affaires et pionnier de la Nouvelle-France, Jacques Le Ber.

May (rue)
- Rue disparue depuis 2015 en raison de la reconfiguration des voies d'accès vers le pont Pont Samuel-De Champlain[52], autrefois située en bordure de l'autoroute A-15 et se terminant à la rue Wellington.

- Désigné avant 1913, ce nom désignait surement Edward May, 7e maire de Verdun de 1902 à 1903. May fut mécanicien pour le Canadien National et courtier immobiliers[53].

Mcdougall (ruelle)
- Ruelle située entre l'avenue Bannantyne et la rue Galt.

Mélilot (rue du)
- Rue en impasse accessible via la rue de la Noue.
- Désigné en 1993, ce nom rappelle le mélilot, petites plantes fourragères aux fleurs odorantes[54].

Melrose (rue)
- Rue en sens unique des boulevards LaSalle vers Champlain.

Mésanges (rue des)
- Rue en impasse accessible via le boulevard de la Forêt.
- Désigné en 1992, ce nom fait référence à une espèce de petits passereaux[55].

Métairie (rue de la)
- Rue en croissant accessible via le chemain Marie-Le Ber.
- Désigné en 1986.

Moffat (rue)
- Rue en sens unique des boulevards LaSalle vers Champlain.
- Désigné en 1926.

## N
Nautoniers (place des)
- Place accessible via le chemin Jeanne-Le Ber.
- Désigné en 1986, ce nom réfère aux conducteurs de barque[56].

Newmarch (rue)
- Rue située entre les rues de l'Église et Dupuis.

## O
O'Reilly (rue)
- Rue en impasse accessible via la rue Berlioz.
- Ce nom rend homme à George O'Reilly, 17e maire de Verdun de 1960 à 1966[57].

Orée-des-Bois (rue de l')
- Rue accessible via le chemin de la Pointe-Sud.
- Désigné en 2001, ce nom réfère au boisé adjacente à ce secteur.

Orée-des-Bois Est (rue de l')
- Rue accessible via la rue de l'Orée-des-Bois.

Orée-des-Bois Ouest (rue de l')
- Rue accessible via la rue de l'Orée-des-Bois.

Osborne (rue)
- Rue en sens unique du boulevard Champlain vers la rue Wellington.

Ouimet (rue)
- Rue prolongeant l'artère de l'arrondissement LaSalle du même nom jusqu'à la rue Leclair d'où elle finit en impasse vers l'Institut universitaire en santé mentale Douglas.
- Désigné avant mars 1955.

## P
Parkdale (rue)
- Rue située entre le boulevard Champlain et la rue Truman.
- Désigné en 1947.

Parulines (rue des)
- Rue en croissant accessible via le chemin de la Pointe-Sud.
- Désigné le 18 mai 2004, ce nom réfère au petit oiseau nicheur jaune et flamboyant[58].

Passereaux (rue des)`
- Rue située entre les boulevards Marguerite-Bourgeoys et de la Forêt.
- Désigné en 1994, ce nom fait référence au petit oiseau chanteur au cou court[59].

Penniston (rue)
- Rue située entre les rues Leclair et Crawford d'où elle se termine en impasse vers le parc de la Reine-Elizabeth.
- Désigné en 1951.

Pointe Nord (chemin de la)
- Chemin situé entre le carrefour Alexander-Graham-Bell et la rue de la Rotonde.

Pointe Sud (chemin de la)
- Chemin prolongeant le boulevard de l'Île-des-Sœurs jusqu'à la rue Serge-Garant.

Poudrière (rue de la)
- Rue accessible vie la rue Henri-Duhamel.
- Désigné en 1984, ce nom désigne l'emplacement de la British Munitions Supply Co. Ltd., une usine de fabrication de munitions durant la Première Guerre mondiale[60].

Primevères (cours des)
- Cours accessible via les cours du Fleuve.
- Désigné en 1993, ce nom fait référence à la plante herbacée vivace aux fleurs blanches, rouges ou jaunes et apparaissant au printemps[61].

Prunelle (rue de la)
- Rue accessible via la rue de la Vigne.
- Ce nom désigne le petit fruit provenant du prunellier[62].

## Q
Quinn (ruelle)
- Ruelle située entre les rues Galt et Rielle.
- Désigné en 1949, ce nom rappelle Patrick Quinn, conseiller municipal de Verdun de 1945 à 1947[63].

## R
Régina (rue)
- Rue située entre les rues Wellington et Joseph.

René-Lévesque (boulevard)
- Boulevard situé entre les ronds-points du boulevard de l'Île-des-Sœur et de la rue Jacques-Le Ber.
- Désigné en 1992, ce nom rend hommage à René Lévesque (1922-1987), premier ministre du Québec de 1976 à 1985 qui décède à sa résidence de l'île des Sœurs le 1er novembre 1987[64].

Rhéaume (rue)
- Rue en sens unique de la rue Wellington jusqu'au boulevard Gaétan-Laberge.

Richard (rue)
- Rue en sens unique des boulevards LaSalle vers Champlain.
- Désigné en 1926.

Rielle (rue)
- Rue en sens unique des boulevards Champlain vers LaSalle.
- Désigné en septembre 1898, ce nom rappelle Joseph Rielle, 8e maire de Verdun de 1904 à 1905. Il œuvre à titre de chef arpenteur dans la région de Montréal. En septembre 1898, le village de Verdun intente un procès contre le C.N.R. dont Rielle, inscrit comme ingénieur civil et arpenteur provincial des terres, ainsi que Henry Hadley, témoigneront. Rielle ne résidera pas à Verdun, mais y est propriétaire à partir de 1870[65].

Riverview (rue)
- Rue en sens unique de l'intersection des rues Godin/Monteith vers le boulevard LaSalle.

Roland-Jeanneau (rue)
- Rue située entre le chemin du Golf et la rue William-Paul.
- Désigné en 1984.

Rolland (rue)
- Rue en sens unique des boulevards LaSalle vers Champlain.
- Désigné en 1944.

Roselins (rue des)
- Rue en impasse accessible via la rue des Passereaux.
- Ce nom rappelle le petit passereau au plumage brun rosé[66].

Ross (rue)
- Rue en sens unique des rues de l'Église vers Hickson.

Rotonde (rue de la)
- Rue situé entre le chemin de la Pointe-Nord et la rue Jacques-Le Ber.
- Désigné en avril 2011, ce nom réfère au type de bâtiment circulaire qui a caractérisé le paysage agraire de l'île Saint-Paul, actuelle île des Sœurs[67].

Rushbrooke (rue de)
- Rue située entre l'intersection des rues Wellington / Strathmore et se terminant en impasse après la rue Gilberte-Dubé.
- Désgigné en juin 1886, ce nom correspond au lieu de naissance de Robert Knox près de Coleraine en Irlande et nommé par son exécuteur testamentaire, John Samuel Knox. La voie a été cédée au village de Saint-Gabriel qui fut annexé à Montréal en 1887[68].

## S
Sagittaire (rue de la)
- Rue accessible via la rue de la Vigne.
- Désigné en 1998, ce nom rappelle le type d'herbe vivant dans les zones marécageuses et dont les feuilles sont rubanées[69].

Savoyanes (rue de la)
- Rue en sens unique de la rue des Camélias vers l'intersection de la rue de la Grande-Allée / des Camélias.
- Désigné en 1990, ce nom rappelle la petite plante herbacée vivace aux fleurs blanches[70].

Serge-Garant (rue)
- Rue située entre la rue André-Prévost et le chemin de la Pointe-Sud.
- Désigné le 31 octobre 2006, ce nom commémore le pianiste, compositeur et chef d'orchestre Serge Garant (1929-1986)[71].

Sitelles (rue des)
- Rue en sens unique et croissant accessible via le boulevard de la Forêt.
- Désigné en 1993, ce nom rappelle le petit passereau arboricole à long bec, queue courte, pattes de grimpeur et se nourrissant d'insectes[72].

Soleil (place du)
- Rue accessible via la rue Berlioz.
- Désigné en 1986.

Sommets (avenue des)
- Avenue en croissant accessible via le chemin de la Pointe-Sud.
- Désigné en 2001, ce nom semble provenir de la suggestion d'un promoteur immobilier pour désigner l'ensemble résidentiel Les Sommets sur le fleuve[73].

Stephens (rue)
- Rue débutant au boulevard de La Vérendrye dans l'arrondissement Le Sud-Ouest et devenant sens unique des boulevards Champlain vers LaSalle.

Strathmore (rue)
- Rue située entre l'intersection des rues Wellington / de Rushbrooke vers la rue Joseph.
- Désigné avant décembre 1918.

## T
Terry-Fox (rue)
- Rue en croissant et sens unique accessible via la rue Berlioz.
- Désigné en 1981, ce nom commémore la mémoire de Terry Fox (1958-1981), qui parcouru le Canada à pied dans le but de recueillir des dons contre le cancer, maladie qui l'affligeait[74].

Tourterelles (rue des)
- Rue en sens unique et croissant accessible via le boulevard de la Forêt.
- Désigné en 1992, ce nom rappelle le petit oiseau de type pigeon au plumage de couleurs variés[75].

Troy (rue)
- Rue située entre le boulevard LaSalle et la rue Lafleur.
- Désigné en 1913[76].

Truman (rue)
- Rue située entre les rue Crawford et Fayolle.
- Désigné en 1947. L'année de désignation donne le sentiment que la rue a été nommé en l'honneur du président des États-Unis en fonction Harry S. Truman, président de 1945 à 1953

## v
Valiquette (rue)
- Rue en sens unique des boulevards Champlain vers LaSalle.
- Désigné en 1942.

Verdun (rue de)
- Rue située entre les rues Godin et Henri-Duhamel.
- Désigné avant mai 1898, cette voie centrale de l'arrondissement provient du nom du premier propriétaire fief Zacharie Dupuis qui était originaire de la région de Saverdun en France[77].

Victor (ruelle)
- Ruelle située entre le boulevard LaSalle et la rue Régina.
- Désigné en 1943.

Vigne (rue de la)
- Rue accessible via la rue des Camélias.

## W
Wellington (rue)

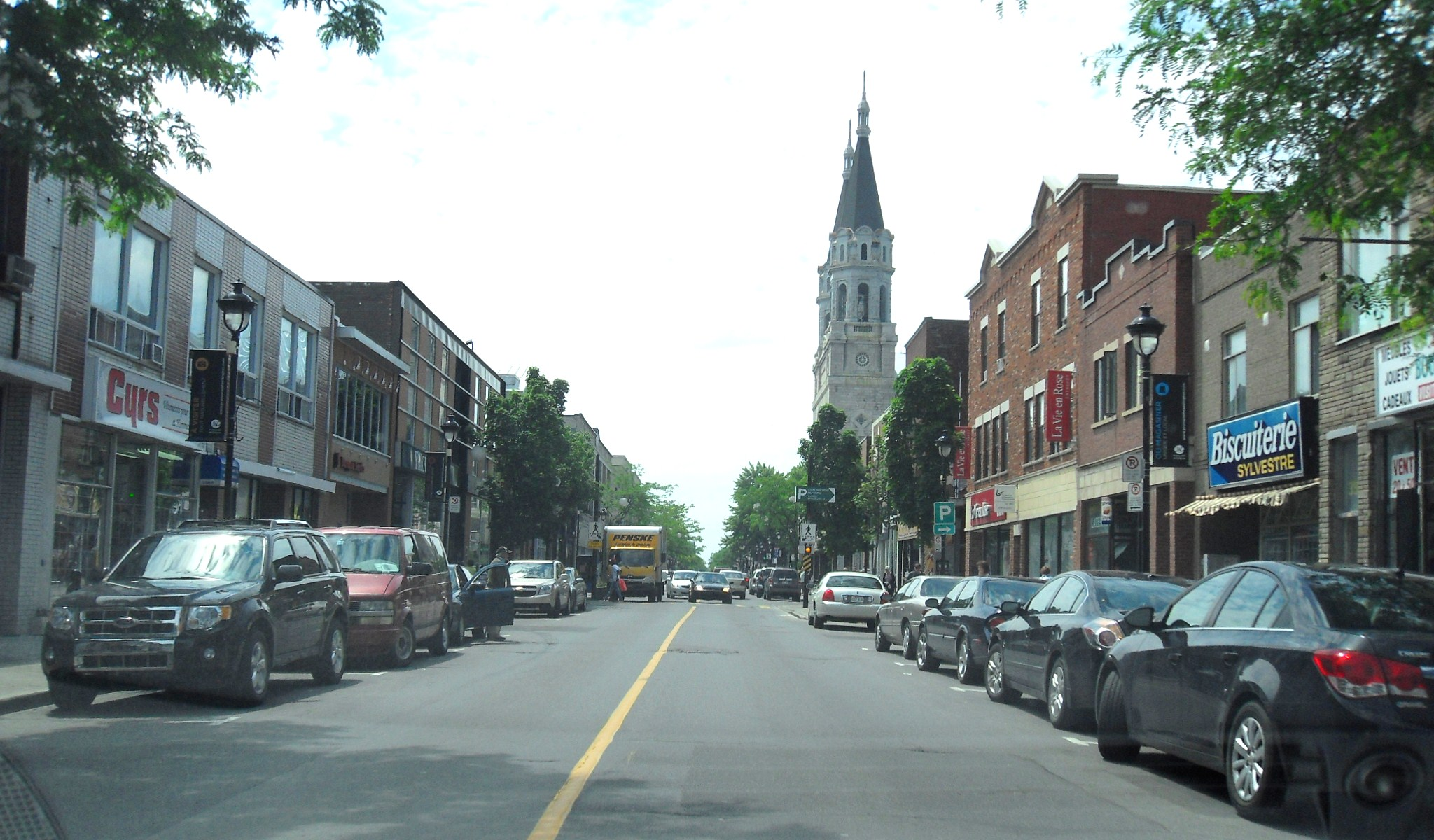
Rue Wellington entre les rues Hickson et de l'Église en 2013

- Rue située entre le boulevard LaSalle et la rue Wellington dans l'arrondissement Le Sud-Ouest.
- Désigné en 1815, ce nom commémore le général anglais Arthur Wellesley de Wellington (1769-1852), vainqueur de la bataille de Waterloo contre Napoléon Bonaparte[78].

William-Paul (rue)
- Rue accessible via le Chemin du Golf.
- Désigné en 1984, ce nom rend hommage à William Paul, né à Melbourne en Australie en 1917. Paul arrive à Verdun en 1929 et étudie au Verdun High School et à l'Université McGill en ingénierie. Officier de l'Artillerie Royale canadienne durant la Seconde Guerre mondiale, il est ingénieur de la cité de Verdun à partir de 1955 et responsable des travaux publics[79].

Willibrord (rue)
- Rue en sens unique des boulevards LaSalle vers Champlain

Wilson (rue)
- Rue située entre les rues Berlioz et Corot.
- Désigné en 1980, ce nom rend hommage à Edward Wilson, 16e maire de Verdun de 1939 à 1960[80].

Woodland (rue)
- Rue prolongeant la rue du même nom dans l'arrondissement Le Sud-Ouest et finissant en impasse après le boulevard LaSalle.
- Désigné en 1906.

## Parcs
Parc Adrien-D.-Archambault
- Parc situé au bout du boulevard de la Forêt.
- Ce parc est nommé en l'honneur du Dr. Adrien D. Archambault qui est le fondateur de l'organisme La Goutte de lait pour venir en aide aux jeunes mères défavorisées. Il est également fondateur de l'hôpital Champlain et cofondateur de la Fédération des commissions scolaires du Québec[81].

Parc Alfred-Sauvé
- Parc adjacent à la rue de la Poudrière, entre les rues Henri-Duhamel et Gilberte-Dubé.
- Ce nom commémore l'abbé Alfred Sauvé[82].

Parc Archie-Wilcox
- Parc adjacent au boulevard LaSalle, au bout de la rue Woodland.
- Parc qui semble nommé en l'honneur de Thomas Archibald (Archie) Wilcox, conseiller municipal de 1945 à 1973 ou en l'honneur du joueur de hockey sur glace Archie Wilcox, originaire de Verdun[83].

Parc Arthur-Therrien
- Parc adjacent au boulevard Gaétan-Laberge.
- Parc dont le nom commémore Arthur Therrien qui a dirigé le club de hockey sur glace des Maple Leafs de Verdun, avec lequel a entre autres évolué Maurice Richard dans les années 1940[84].

Parc Maynard-Ferguson
- Parc situé au bout du chemin de la Pointe-Sud et en bordure de la rue Claude-Vivier.
- Désigné le 15 décembre 2009, ce nom rend hommage au trompettiste Maynard Ferguson (1928-2006), originaire de Verdun[85].

Parc Monseigneur-J.-A.-Richard
- Parc situé en bordure du boulevard LaSalle au bout de la 5e avenue.
- Ce nom rappelle monseigneur Joseph-Arsène Richard (1859-1945), fondateur et premier curé de la paroisse Notre-Dame-des-Sept-Douleurs et de l'hôpital de Verdun[86].

Parc Monseigneur-Langlois
- Petit parc situé sur la rue Galt entre la rue Wellington et le boulevard LaSalle.
- Ce nom désigne monseigneur Henri Langlois, directeur du Collège de l'Assomption et 3e curé de la paroisse Notre-Dame-des-Sept-Douleurs de Montréal de 1967 à 1982[87].

Parc Norman-Dawe
- Petit parc situé entre les rues Woodlands et Egan, ainsi que l'avenue Bannatyne et le boulevard Champlain.
- Désigné en 1953, ce nom rend hommage à Norman Dawe qui sert la ville de Verdun à titre de secrétaire de la Commission des terrains de jeux[88].

Parc Philippe-Zotique-Millette
- Parc situé à l'angle des rue de l'Église et de Verdun.
- Désigné le 18 mai 2010, ce nom rappelle Philippe-Zotique Millette (1855-1927) qui sera le 9e maire de Verdun de 1906 à 1907[89].

Parc du Quai-de-la-Tortue
- Parc adjacent au boulevard LaSalle, dans le secteur de la rue Godin.
- Désigné le 21 juin 2011, ce nom réfère au quai d'où un traversier se rendait au lieu-dit La Tortue, aujourd'hui entité de la ville de La Prairie, sur l'autre rive du fleuve Saint-Laurent. Ce nom serait d'origine mohawk et désigne toujours une rivière traversant la ville de Delson voisine de La Prairie[90].

Parc de la Reine-Élisabeth
- Parc situé dans le secteur de la rue Crawford.
- Désigné en 1953, ce parc est nommé en l'honneur de Sa Majesté la Reine Élisabeth II et est parfois désigné à tort sous le nom de parc Crawford[91].

Parc Roger-Séguin
- Parc situé entre les 3e et 4e avenue, près de la rue Wellington.
- Ce nom rappelle Roger Séguin, conseiller municipal de Verdun de 1960 à 1980[92].

Stade Ronald-Piché
- Terrain de baseball situé en bordure du boulevard Gaétan-Laberge.
- Désigné le 19 juin 2012, ce nom célèbre le lanceur de relève droitier des Expos de Montréal et citoyen de Verdun Ronald Piché (22 mai 1935-3 février 2011). M. Piché a aussi été gouverneur des fêtes du 125e anniversaire de Verdun en 2000[93].

Parc Sainte-Famille
- Parc situé au bout de la rue O'Reilly.
- Ce nom semble désigner la ferme Sainte-Famille, installée par les sœurs de la Congrégation de Notre-Dame de Montréal en 1914 et dont le nom rappelle la sainte Famille. Cette ferme a servi de résidence aux sœurs jusqu'en 1956[94].

Parc du Souvenir
- Parc située sur la rue de Verdun entre les 1re et 2e avenue, devant la mairie d'arrondissement et la station de métro Verdun.
- Ce nom provient du Mémorial de Victoria, monument rendant hommage aux Verdunois morts au combat durant la Première Guerre mondiale[95].

Parc Sutherland-Sackville-Bain
- Parc adjacent à la rue Rhéaume entre la rue Wellington et le boulevard Gaétan-Laberge.
- Désigné le 18 mai 2010, ce nom rend hommage à Sutherland Sackville Bain, 4e maire de Verdun de 1893 à 1895[96].

Parc West-Vancouver
- Parc situé entre le boulevard de l'Île-des-Sœurs et le fleuve Saint-Laurent.
- Désigné en juin 1968, ce nom commémore le jumelage de Verdun avec le district West Vancouver de la ville de Vancouver en Colombie-Britannique[97].

## Place
Place de la Grande-Marguerite
- Place située sur la place du Commerce
- Ce nom rend hommage à Marguerite Poirier donc l'acte de bravoure permis de sauver deux hommes de la noyade en juillet 1841. Les neuf autres occupants de l'embarcation furent emportés dans les flots[98].

Place Victor-Bougie
- Place située dans le parc Arthur-Therrien adjacent au boulevard Gaétan-Laberge.
- Désigné en 7 octobre 2014, ce nom rappelle Victor Bougie qui a été hôtelier et secrétaire-trésorier de l'Association de commerçants licenciés des vins et liqueurs de la cité de Montréal. S'installant à Verdun en 1885, il s'implique dans la communauté en devenant échevin du quartier #2 de Verdun de 1911 à 1915 et de 1916 à 1917. Il est aussi le premier directeur de l'Hôpital Christ-Roi de Verdun[99].

Quai 5160
- Maison de la culture de Verdun, située au 5160 boulevard LaSalle au bout du boulevard Desmarchais.
- Anciennement nommé édifice Guy-Gagnon[100].

## Boisé
Domaine Saint-Paul
- Boisé situé au bout du boulevard de la Forêt.
- Ce nom rappelle l'ancien nom de l'île des Sœurs et commémorait également Paul Chomedey de Maisonneuve (1612-1676), fondateur et premier gouverneur de Montréal[101].

## Bibliothèque
- Bibliothèque située sur l'avenue Bannatyne entre les avenues Brown.
- Désigné le 19 décembre 2016, ce nom honore Jacqueline De Repentigny (1917-2014), enseignant et bénévole dans de nombreux organismes communautaires de Verdun. Elle a aussi été impliquée dans la Fédération québécoise des directeurs d'école retraités à titre de secrétaire, conseillère et vice-présidente de 1978 à 1999[102].